# Joseph Fourier
Pour les articles homonymes, voir Fourier.
Jean Baptiste Joseph Fourier est un mathématicien et physicien français, né le 21 mars 1768 à Auxerre et mort le 17 mai 1830 à Paris.
Il est connu pour avoir déterminé par le calcul la diffusion de la chaleur, en utilisant la décomposition d'une fonction périodique en une série trigonométrique, qui sous certaines conditions, converge vers la fonction. Il est aussi l'un des premiers à avoir évoqué la notion d'effet de serre pour l'atmosphère terrestre.
Joseph Fourier a donné son nom aux séries de Fourier, un outil mathématique fondamental pour l'étude des fonctions périodiques et utilisé aussi pour la résolution de certaines équations aux dérivées partielles, et aux intégrales de Fourier, leur extension aux fonctions non périodiques.

## Biographie
Son père, veuf en 1757, a déjà trois enfants lorsqu'il se remarie deux ans plus tard avec Edmée Germaine Lebègue. Treize enfants naissent de cette union. Joseph, né le 21 mars 1768 à Auxerre, en est le dixième. À 8 ans, Joseph perd sa mère et, deux ans plus tard, son père. L'organiste auxerrois Joseph Pallais le fait entrer dans le pensionnat qu'il dirige. Recommandé par Mgr Champion de Cicé, évêque d'Auxerre, il intègre en 1780 l'École militaire d'Auxerre, tenue alors par les Bénédictins de la Congrégation de Saint-Maur. Élève brillant dès l'adolescence, il développe un intérêt profond pour les mathématiques, qui vire à l'obsession. Promu professeur dès l'âge de seize ans, il peut dès lors commencer ses recherches personnelles. Il apparaît rapidement que seules deux voies raisonnables s'offrent à lui : une carrière militaire ou ecclésiastique. Malgré une demande appuyée par le mathématicien Legendre, le ministre de la guerre refuse de l'intégrer au corps des ingénieurs ou à celui de l'artillerie, car il n'est pas noble. Fourier entre en 1787 à l'abbaye de Saint-Benoît-sur-Loire, où il enseigne les mathématiques à d'autres novices. Il est rendu à la vie civile par la dissolution des ordres religieux en 1789, quelques jours avant de prononcer ses vœux,.
À la suite d'une intervention très éloquente devant l'assemblée des citoyens d'Auxerre,[réf. nécessaire] il participe à la Révolution. Poussé par le suffrage populaire, il devient notamment président de la Société populaire d'Auxerre. Bien qu'il occupe la plus haute responsabilité de la Terreur à Auxerre, Fourier ne participe jamais à des activités violentes. Dès que cela lui est possible, il intervient en faveur des plus vulnérables, parvenant par divers stratagèmes à faire éviter l'exécution de certains ordres qui lui paraissent injustes.[réf. nécessaire] Son placement en détention sur ordre du Comité de sûreté générale, le 4 juillet 1794, n'est certainement pas étranger à ces prises de position. Il est  sauvé de justesse par la chute de Robespierre. Les citoyens d'Auxerre se mobilisent en sa faveur et obtiennent sa libération.
En 1795, à 26-27 ans, il fait partie des jeunes gens qui suivent les cours de la toute nouvelle École normale de l’an III. Cette école éphémère — elle ne dure que quatre mois exactement, du 20 janvier au 19 mai 1795 — compte parmi ses instructeurs les mathématiciens Joseph-Louis Lagrange, Gaspard Monge et Pierre-Simon Laplace, ainsi que le minéralogiste René Just Haüy et le chimiste Claude-Louis Berthollet. Fourier y est rapidement sélectionné comme chargé des « conférences » (on dirait « travaux dirigés » aujourd’hui), qui remplacent les débats. Conséquence de l'affaiblissement des Jacobins au sein du Comité de salut public, il est à nouveau incarcéré le 7 juin 1795. Libéré, sans doute sur intervention de Lagrange et Monge, il retourne en qualité de professeur assistant à l'École centrale des travaux publics, dont le directeur est Monge.
Peu de temps après, il assiste à l'inauguration de l’École polytechnique — héritière de l'École centrale des travaux publics —, créée par la loi du 15 fructidor an III (1er septembre 1795). Il y reste quelques années, en se consacrant presque exclusivement à l'enseignement, collaborant avec Monge pour les cours de géométrie descriptive et enseignant l'analyse sous la tutelle de Lagrange. En 1797, il succède à Lagrange à la direction du cours d’analyse et de mécanique. Il publie son premier article dans le Journal  de l'École polytechnique en 1798.
La même année, il est désigné pour faire partie de la campagne d'Égypte et embarque à Toulon le 19 mai. Il occupe un haut poste de diplomate et devient secrétaire de l'Institut d'Égypte, dont il anime la vie scientifique  et conduit une exploration en Haute-Égypte aux côtés de Louis Costaz.
À son retour en France en 1802, il retrouve son poste de professeur à l'École polytechnique. Mais le 12 février, Napoléon le nomme préfet de l'Isère, succédant au premier préfet de l'Isère, Ricard, mort un an après son entrée en fonction. La campagne d'Égypte a fortement nui à sa santé, il s'était acclimaté à ce pays et le froid et l'humidité de Grenoble lui causent des rhumatismes. Comme il déteste le froid, il n'est pas surprenant qu'il se soit intéressé au problème physique de la conduction de la chaleur. Le 21 décembre 1807, il présente à l'Académie des sciences un mémoire intitulé Théorie de la propagation de la chaleur dans les solides. On y trouve une grande partie des résultats qui formeront son œuvre maîtresse, la Théorie analytique de la chaleur, publiée en 1822.

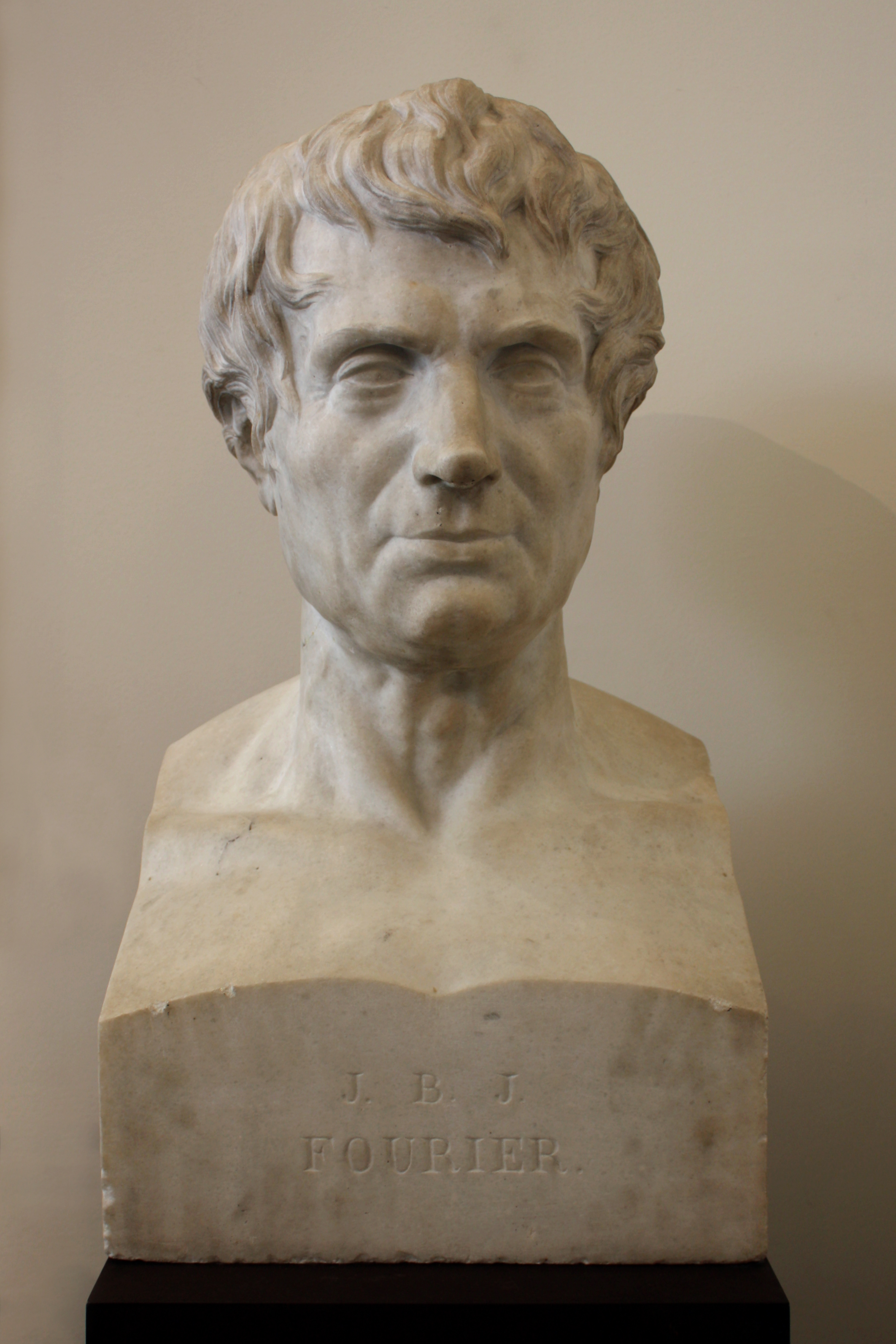
Buste de Joseph Fourier au Musée de l'Ancien Évêché de Grenoble.

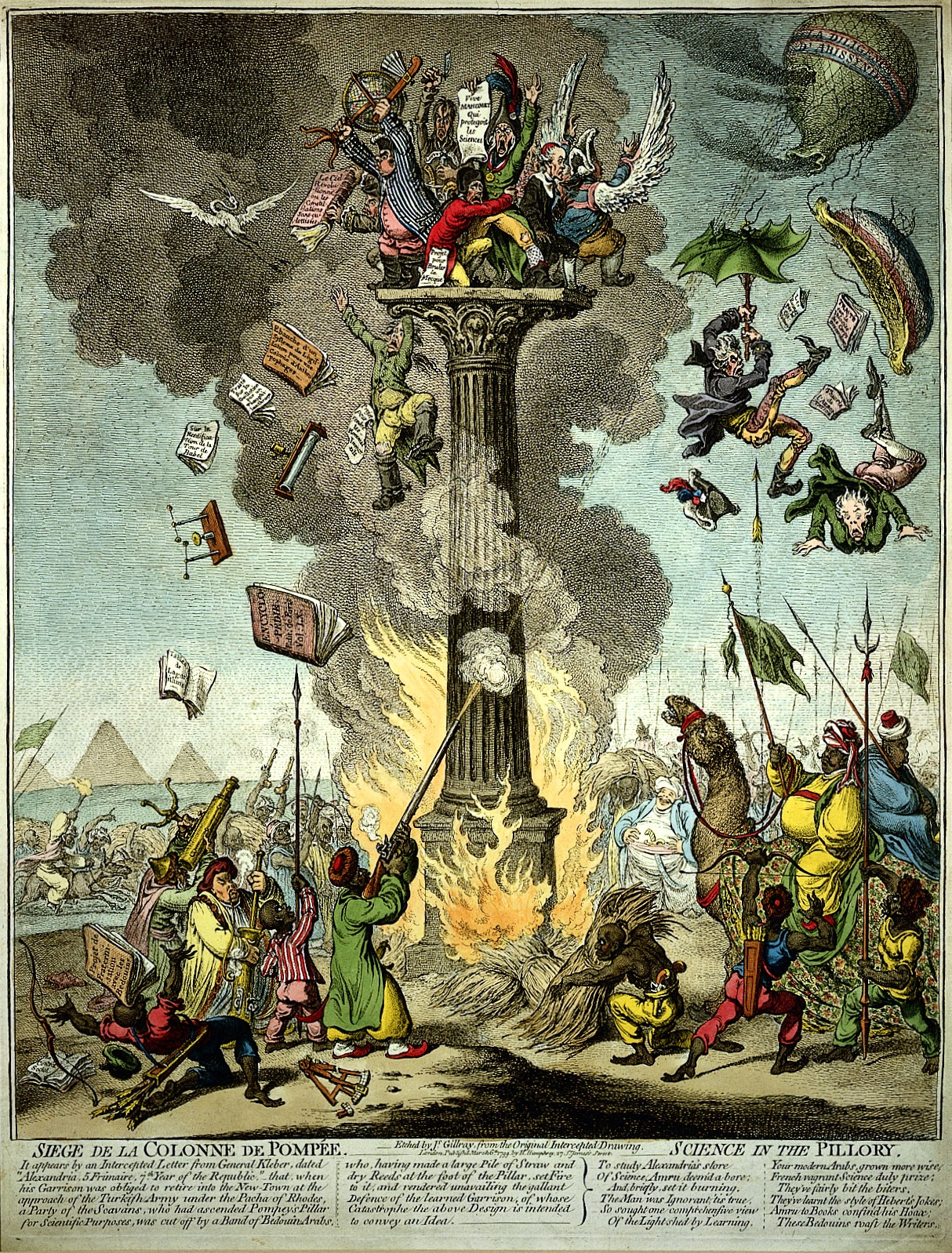
Caricature de l’expérience égyptienne de la Commission des sciences et des arts accompagnant Bonaparte.

Il crée en 1810 la Faculté (université) Impériale de Grenoble, dont il devient le recteur, Jacques-Joseph Champollion devient son secrétaire. Il encourage le jeune frère de ce dernier, Jean-François Champollion, à déchiffrer les hiéroglyphes. Ils deviennent familiers et animent les soirées de l’hôtel de Lesdiguières au côté des grands Grenoblois. Joseph Fourier ne néglige pas ses fonctions de préfet et permet la construction de la route reliant Grenoble à Briançon par le col du Lautaret, ainsi que l'assèchement des marais de Bourgoin. Il participe également à la vie intellectuelle locale à travers une société savante, l'Académie delphinale.
Lorsque Napoléon abdique en 1814, la monarchie est restaurée en France. Maintenu à son poste de préfet lors de la première Restauration, il parvient à dévier l'itinéraire de Napoléon, évitant ainsi une rencontre embarrassante à Grenoble alors que celui-ci se rend sur l'île d'Elbe. Quand Napoléon débarque à Golfe-Juan dans l'intention de restaurer l'Empire, Fourier ne peut néanmoins l'esquiver une nouvelle fois et les deux hommes se rencontrent finalement à Bourgoin. Napoléon est ouvertement hostile,[réf. nécessaire] mais décide de le garder à son service, le nommant sur-le-champ préfet du département du Rhône. Fourier accepte le poste, mais exprime à Napoléon ses doutes quant à la réussite de son plan de reconquête[réf. nécessaire]. Soumis aux exigences épuratrices de l'Empire, Fourier démissionne avant Waterloo. Il considère Napoléon comme un usurpateur du pouvoir et pense que le nouveau régime ne tiendra pas longtemps, ce qui le conduit à manœuvrer en s'efforçant de maintenir de bonnes relations avec la monarchie. Le 17 mai 1815, Fourier est destitué pour avoir refusé d'adopter certaines mesures ordonnées par Carnot et qu'il juge extrêmes. Il quitte Lyon et s'installe à Paris. Il est élu une première fois à l'Académie des sciences, en 1816, mais Louis XVIII refuse sa nomination. Sur proposition d'un ancien élève de Polytechnique, préfet de la Seine, il est nommé directeur du Bureau des statistiques de la Seine. En 1817, une nouvelle élection a lieu à l'Académie des sciences, et cette fois il en devient membre. À partir de ce moment, débarrassé de tous les soucis financiers, il peut enfin réaliser son rêve : se consacrer de façon quasi exclusive à la recherche.
Jean-Baptiste Joseph Delambre, qui occupe le poste de secrétaire perpétuel de l'Académie, meurt en 1822. Lors de la séance du 18 novembre 1822 consacrée à la nomination de son successeur, Fourier remporte l'élection face à Jean-Baptiste Biot, à 38 voix contre 10. Le 6 janvier 1823, le roi Louis XVIII approuve sa nomination. Au sein de l'Académie des sciences, il pèse de tout son poids pour que Sophie Germain, le seul "possible amour" que nous lui connaissons et dont il a reconnu les qualités de mathématicienne, puisse suivre les séances. C'est la première femme bénéficiant de ce privilège.
Le 11 décembre 1823, Fourier est nommé membre étranger de la Royal Society de Londres, puis membre de l'Académie française le 14 décembre 1826. Point culminant de sa vie universitaire, il remplace Laplace en 1827 en tant que président du conseil de perfectionnement de l'École polytechnique.
Pendant les cinq dernières années de sa vie, Fourier est souvent malade. Il manifeste avec l'âge une sensibilité excessive au froid. Arago note : « notre confrère se vêtait, dans la saison la plus chaude de l'année, comme ne le sont même pas les voyageurs condamnés à hiverner au milieu des glaces polaires ».
Ses derniers mois sont pénibles. Il souffre d'insomnies et continue cependant à travailler ; pendant cette période, il écrit plusieurs manuscrits mathématiques qui s'avèreront illisibles par la suite. Le 4 mai 1830, il ressent une douleur aiguë mais continue à travailler selon son habitude. Il s'évanouit et meurt le 16 mai, à trois heures du matin, au 19 rue d'Enfer. Fourier est enterré au cimetière du Père-Lachaise (18e division), à Paris. Son ami et protégé Champollion se fera enterrer dans la même division, non loin de lui ,.
Fourier est connu pour sa théorie analytique de la chaleur. On lui doit des Rapports sur les progrès des sciences mathématiques, parus en 1822-1829, et des Éloges de Jean-Baptiste Joseph Delambre, William Herschel et Abraham Breguet, ainsi que la préface à la Description de l'Égypte.

## Théorie analytique de la chaleur et séries de Fourier
C'est à Grenoble qu'il conduit des expériences sur la diffusion de la chaleur, qui lui permettront de modéliser l'évolution de la température au travers de séries trigonométriques. Ces travaux, compilés dans un mémoire qu'il présente à l'Académie des sciences en 1811, apportent une grande avancée dans la modélisation mathématique des phénomènes, et contribueront aux fondements de la thermodynamique.
La théorie des séries de Fourier et les transformées de Fourier ouvrent la voie à des recherches fondamentales sur les fonctions. Mais ces outils sont fortement contestés lors de leur présentation, notamment par Pierre-Simon de Laplace, Joseph-Louis Lagrange et Siméon Denis Poisson. En 1821, Fourier impatient d'attendre décide de publier lui-même ses recherches, au sein d'un ouvrage qu'il intitule Théorie analytique de la chaleur. En 1822, lorsqu'il succède à Delambre en tant que secrétaire perpétuel de l'Académie, il parvient à lever les blocages dont ses travaux font l'objet et à publier le texte dans Les Mémoires de l'Académie. Il décrit en préface le parcours semé d'embûches de son œuvre, et ajoute que « Les retards dans la publication de mon œuvre auront contribué à rendre le travail plus clair et plus complet ».
Bernhard Riemann étudiera plus tard en détail l'histoire du sujet pour conclure : « c'est Fourier qui, le premier, a compris d'une manière exacte et complète la nature des séries trigonométriques. ». De fait, les difficultés techniques associées à ces outils ont accompagné toute l'histoire de l'intégration. Quant à la démarche générale, Henri Poincaré dira : « la Théorie de la Chaleur de Fourier est un des premiers exemples d'application de l'analyse à la physique [...]. Les résultats qu'il a obtenus sont certes intéressants par eux-mêmes, mais ce qui l'est plus encore est la méthode qu'il a employée pour y parvenir et qui servira toujours de modèle à tous ceux qui voudront cultiver une branche quelconque de la physique mathématique. » Longtemps mésestimés, plus pour des questions de philosophie des sciences, l'apport et l'héritage de Fourier sont aujourd'hui pleinement reconnus et l'on assiste à un véritable « retour de Fourier ».
Fourier n'a jamais abordé le problème de la nature physique de la chaleur. Il s'oppose à la philosophie laplacienne selon laquelle la chaleur — et d'ailleurs tous les phénomènes physiques — provient de l'action newtonienne sur de petites distances. Dans ses écrits, il reprend la terminologie en vigueur, à savoir celle de la théorie matérielle de la chaleur, sans jamais mentionner le débat suscité par cette théorie, ne prenant position ni d'un côté ni de l'autre ,.
De son vivant, Fourier est conscient de l'universalité de sa théorie et des domaines d'application de ses outils : vibrations, acoustique, électricité, etc. Le développement de ces domaines d'applications aboutira au XXe siècle à la naissance du traitement du signal. Norbert Wiener, père de la cybernétique, étudiera notamment de manière approfondie les outils de Fourier.
Les travaux de Fourier ont été par ailleurs une grande source d'inspiration pour William Thomson (Lord Kelvin), qui aimait comparer la théorie analytique de la chaleur à un admirable poème mathématique.

## Effet de serre
Fourier est probablement l'un des premiers à avoir proposé, en 1824, une théorie selon laquelle les gaz de l'atmosphère terrestre font augmenter la température à sa surface. C'est une première ébauche de l'effet de serre. Ses travaux sur la chaleur le poussent à étudier les équilibres énergétiques sur les planètes : celles-ci reçoivent l'énergie sous forme de rayonnement à partir d'un certain nombre de sources — ce qui augmente leur température — mais en perdent également par radiation infrarouge (ce qu'il appelait « chaleur obscure ») d'autant plus que la température est élevée, ce qui tend à diminuer cette dernière. On atteint donc un équilibre, et l'atmosphère favorise les températures plus élevées en limitant les pertes de chaleur. Il ne peut cependant déterminer avec précision cet équilibre. La loi de Stefan-Boltzmann, qui donne la puissance du rayonnement du corps noir, ne sera établie que cinquante ans plus tard.
Alors que l'effet de serre est aujourd'hui à la base de la climatologie, Fourier est fréquemment cité comme le premier à avoir présenté cette notion (voir par exemple John Houghton). Ces citations prennent souvent la date de 1827 comme première évocation de l'effet de serre par Fourier. Pourtant, l'article cité en 1827 n'est qu'une nouvelle version de l'article original publié dans les Annales de chimie et de physique en 1824.
Fourier s'appuie sur l'expérience de H. de Saussure qui consiste à placer une boîte noire sous la lumière du soleil. Si l'on pose une plaque de verre sur la boîte, la température à l’intérieur de la boîte augmente. La radiation infrarouge est découverte par William Herschel vers 1800.
Si Fourier a remarqué que la principale source d'énergie de la Terre est la radiation solaire — c’est-à-dire que l'énergie géothermique n'a que peu d'influence —, il a commis l'erreur d'attribuer une contribution majeure à la radiation issue de l'espace interplanétaire.

## Étude des systèmes d'inégalités et programmation linéaire
En 1824, Fourier écrivait :

« Pour atteindre promptement le point inférieur du vase, [...]
Le calcul des inégalités fait connaître que le même procédé convient à un nombre quelconque d'inconnues. »

Il décrivait ainsi le prémisses de la méthode du simplexe après une phase
de gradient projeté, pour un problème en dimension 3. Il ajoutait

« Le calcul des inégalités fait connaître que le même procédé convient à un nombre quelconque d'inconnues, … »

Certes, c’est bien George Dantzig qui a « inventé » la programmation linéaire (dite aussi « optimisation linéaire ») : après en avoir fait un usage intensif pour les besoins de l’effort de guerre US dans la période 1937-45, ce nouveau champ de recherches et de développements est apparu au grand jour en 1947, date à partir de laquelle on assista à une prolifération de publications sur le sujet, notamment celles de Dantzig lui-même qui en présenta tout un éventail d’applications et d’usage extensif.
Mais la paternité plus lointaine en revient incontestablement à Joseph Fourier, et c’est précisément Dantzig qui en donne acte historique, voire archéologique :
« In the years from the time when it was first proposed in 1947 by the author (in connection with the planning activities of the military), linear programming and its many extensions have come into wide use. In academic circles decision scientists (operations researchers and management scientists), as well as numerical analysts, mathematicians, and economists have written hundreds of books and an uncountable number of articles on the subject.
Curiously, in spite of its wide applicability today to everyday problems, it was unknown prior to 1947. This is not quite correct; there were some isolated exceptions. Fourier (of Fourier series fame) in 1823 and the well-known Belgian mathematician de la Vallée Poussin in 1911 each wrote a paper about it, but that was about it. Their work had as much influence on Post-1947 developments as would finding in an Egyptian tomb an electronic computer built in 3000 BC . »
« Depuis qu'il fut proposé pour la première fois en 1947 par l'auteur (en lien avec la planification des activités militaires), la programmation linéaire et ses nombreuses extensions ont trouvé une très large application. Dans les cercles académiques des scientifiques de la décision (recherche opérationnelle et gestion), aussi bien que chez les analystes numériques, les mathématiciens et les économistes, ont a écrits des centaines de livres et n'innombrables articles sur le sujet. Curieusement, en dépit de sa grande applicabilité aujourd'hui aux problèmes de tous les jours, c'était une question inconnue jusqu'en 1947. Ce n'est pas tout à fait correct ; il y a eu quelques exceptions isolées. Fourier (des fameuses séries de Fourier) en 1823 et le bien connu mathématicien belge de la Vallée Poussin en 1911 écrivirent chacun un papier à ce sujet, mais c'est tout. Leurs travaux ont eu autant d'influence sur les développements postérieur à 1947 que pourrait l'avoir la découverte d'un ordinateur électronique dans une tombe Égyptienne bâtie en 3000 avant J.C. »
La réflexion de Fourier commence par la question des travaux virtuels (vitesses et moments) dans son premier mémoire publié, un article sur le principe des vitesses virtuelles et la théorie des moments, paru en janvier 1796..Il y exprime ce que l’on nomme « principe d’inégalité de Fourier », selon lequel un système mécanique est en équilibre si et seulement si le travail des forces virtuelles n’est pas négatif. Comme Fourier exprime les conditions d’exercice des forces du système par des inégalités (et non plus par des égalités comme le faisait précédemment Lagrange), on a donc un schéma que l’on retrouve dans la programmation linéaire.
« Gyula Farkas dedicated his scientific researches mainly to the foundations of the mechanics. He focussed on the conditions of the mechanical equilibrium, dealing with a more general form of the principle of the virtual work, the inequality form, known as the Fourier-principle. [...] Farkas dealt with the foundation of force equilibrium in mechanics and thermodynamics when creating the famous theorem of homogeneous linear inequality systems. [...]
In 1894, (Farkas) gave mathematical formulation to the mechanical principle of Fourier, stated in 1798, and developed a theory of linear inequalities that he needed to derive the necessary condition of the equilibrium of a mechanical system. He published the results in subsequent papers between 1894 and 1901.
The mechanical principle of Courtivron, stated in 1747, was given mathematical form by Lagrange, in 1788. In that theory the mechanical system was constrained by equalities. The novelty in Fourier’s and Farkas’ work was the use of inequality constraints, where the former theory is a special case. If the forces form a conservative system, i.e., there exists potential, then finding necessary condition to equilibrium is the same as minimizing the potential subject to constraints. »
— András Prékopa.
        
« Gyula Farkas consacra ses recherches scientifiques principalement aux fondations de la mécanique. Il se concentra sur les conditions mécaniques à l'équilibre, travaillant avec une forme plus générale du principe des forces virtuelles, les inégalités de formes, connu sous le nom de Principe de Fourier. […] Farkas travailla que les fondations des forces d'équilibres en mécanique et thermodynamique lorsqu'il créa le fameux théorème d'homogénéité des systèmes d'équations linéaires. […] En 1894, (Farkas) donna une formulation mathématique du principe mécanique de Fourier, formulé en 1798, et développa une théorie des inégalités dont il avait besoin pour dérivé les conditions nécessaires à l'équilibre d'un système mécanique. Il publia les résultats dans une série de papier entre 1894 et 1901. Le principe mécanique de Courtivron, formulé en 1747, reçu sa forme mathématique par Lagrange en 1788. Dans cette théorie, le système mécanique est contraint par des égalités. L'innovation des travaux de Fourier et de Farkas fut l'utilisation d'inégalités pour les contraintes, dont le précédent n'est qu'un cas particulier. Si les forces forment un système conservatif, c'est-à-dire, qu'il existe un potentiel, alors trouver les conditions nécessaires d'équilibre est équivalent à minimiser le potentiel en respectant les contraintes. »
On a les annonces données par Fourier dans son Analyse des travaux de l’Académie royale des sciences (partie mathématique), pour les années 1823 et 1824 (en fait publiées séparées en juin de l’année suivante, puis insérées avec quelques ajouts dans les volumes d’Histoire de l’Académie royale des sciences respectivement quatre et trois ans plus tard). C’est surtout dans l’Analyse des travaux pendant l’année 1824 que Fourier exprime sa « marche de la méthode qui consiste à passer successivement d’une fonction extrême à une autre en diminuant de plus en plus la valeur du plus grand écart », en progressant le long des arêtes d’un polyèdre, ce qui constitue bien « the principle behind the simplex method used today » :
« The famous mathematician, Fourier, while not going into the subject deeply, appears to have been the first to study linear inequalities systematically and to point out their importance to mechanics and probability theory. He was interested in finding the least maximum deviation fit to a system of linear equations, which he reduced to the problem of finding the lowest point of a polyhedral set. He suggested a solution by a vertex-to-vertex descent to a minimum, which is the principle behind the simplex method used today. This is probably the earliest known instance of a linear programming problem. Later another famous mathematician, de la Vallée Poussin, considered the same problem and proposed a similar solution. »
— G. B. Dantzig, Linear Programming & Extensions, The Rand-Princeton U. Press, 1963, p. 21.

« Le fameux mathématicien, Fourier, bien que n'ayant pas profondément creusé le sujet, apparaît comme étant le premier à avoir étudié de façon systématique les inégalités linéaires et à avoir fait remarquer leurs importances pour la mécanique et la théorie des probabilités. Il cherchait à trouver l'ajustement de déviation minimale  d'un système d'équations linéaires, ce qu'il réduisit au problème de trouver le point le plus bas d'un ensemble polyédrique. Il suggéra une solution par une descente vertex-par-vertex vers le minimum, qui est le principe derrière la méthode du simplexe utilisée aujourd'hui. C'est probablement la toute première instance de problème de programmation linéaire. Plus tard, un autre mathématicien fameux, de la Vallée Poussin, considéra le même problème et proposa une solution similaire. »
— Linear Programming & Extensions, The Rand-Princeton U. Press, 1963, p. 21.
Fourier exposera ensuite sa méthode dans plusieurs articles du Bulletin des sciences, du Baron de Férussac, et du Nouveau bulletin des sciences de la Société philomatique (avec un diagramme visualisant la descente le long des arêtes du polyèdre). Il finira par en donner la recension dans le synopsis de son ouvrage Analyse des équations déterminées, publié après sa mort en 1830-1831 par son ami Navier. Cette incessante recherche sur les systèmes d’inégalités linéaires confirme bien que par « (his) method of solution and applications of linear inequalities, Fourier’s remarkable understanding of the last subject makes him the great anticipator of linear programming,,,,,,,. ».

## Autres travaux et innovations
En 1816, en page 361 d'un article qui présente la substance du traité monumental sur sa théorie de la chaleur qu'il se propose de publier (mais ce ne sera fait que six ans plus tard), il introduit quelques innovations mathématiques remarquables : celle des bornes de sommation et d'intégration aux extrémités des signes ∑ et ∫de ces opérations, rendant ainsi leur usage visible et opératoire (notamment pour le critère de linéarité).

## Hommages
- Baron de l'Empire en 1809.
- Chevalier de la Légion d'honneur(1804) puis  Officier de la Légion d'honneur.
- En 1935, l'Union astronomique internationale a donné le nom de Fourier à un cratère lunaire.
- Il est inscrit aux commémorations nationales en 2018[36] pour ses 250 ans. À cette occasion, une bande-dessinée lui rend hommage[37].
- Son nom est inscrit sur la Tour Eiffel (numéro 67/72).
- Son éloge a été prononcé par François Arago, de l'Académie des sciences, et par Victor Cousin, de l'Académie française.
- Avant la fusion de 2015 des trois Universités de Grenoble du campus de Saint-Martin-d'Hères qui a donné naissance à l'Université Grenoble-Alpes, l'Université de Grenoble-I était plus connue sous le nom d'Université Joseph Fourier. Encore aujourd'hui un portrait de Joseph Fourier est accroché sur les murs des amphithéâtres du rez-de-chaussée de l'établissement. Un lycée technique, à Auxerre, sa ville natale porte toujours son nom.
- Il a inspiré l'un des personnages du roman historique Le Secret de Champollion.
- Nombre d'auteurs de vulgarisation placent l'héritage scientifique de Fourier au tout premier plan de l'histoire des sciences : Stephen Hawking[38], Ian Stewart[39],[40], etc.
- Nombre de références scientifiques et techniques au sein desquelles la Transformée de Fourier joue un rôle primordial lui rendent hommage : Optique de Fourier, Planetary Fourier Spectrometer, Fourier Technologies[41],[42], etc.
- En 2012, le Centre de culture scientifique technique et industrielle de Bourgogne lance une souscription nationale[43] pour ériger une nouvelle statue dans la ville natale de Fourier (Auxerre) : l'unique statue existante de Joseph Fourier fut fondue durant la deuxième guerre mondiale lors de l'un des nombreux épisodes de récupération des métaux non-ferreux pour l'effort de guerre. Après la guerre, un simple médaillon vint réparer l'outrage[44].
- Une Société Joseph Fourier[45] existe à Auxerre.
- Le prix Atos - Joseph Fourier récompense la contribution d'un chercheur ou d'une équipe de recherche pour leurs travaux dans la parallélisation des applications de simulation numérique.
- (10101) Fourier, un astéroïde de la ceinture principale.
- Une fonte de caractère créée par Michel Bovani, dérivée d’Utopia, porte le nom de Fourier (sans autre précision ; on peut penser à Joseph ou à Charles Fourier).
- Il existe des rues Joseph-Fourier, notamment à Grenoble, à Auxerre, à Chartres, à Saint-Martin de Crau et une place Fourier à Montpellier.

## Œuvres

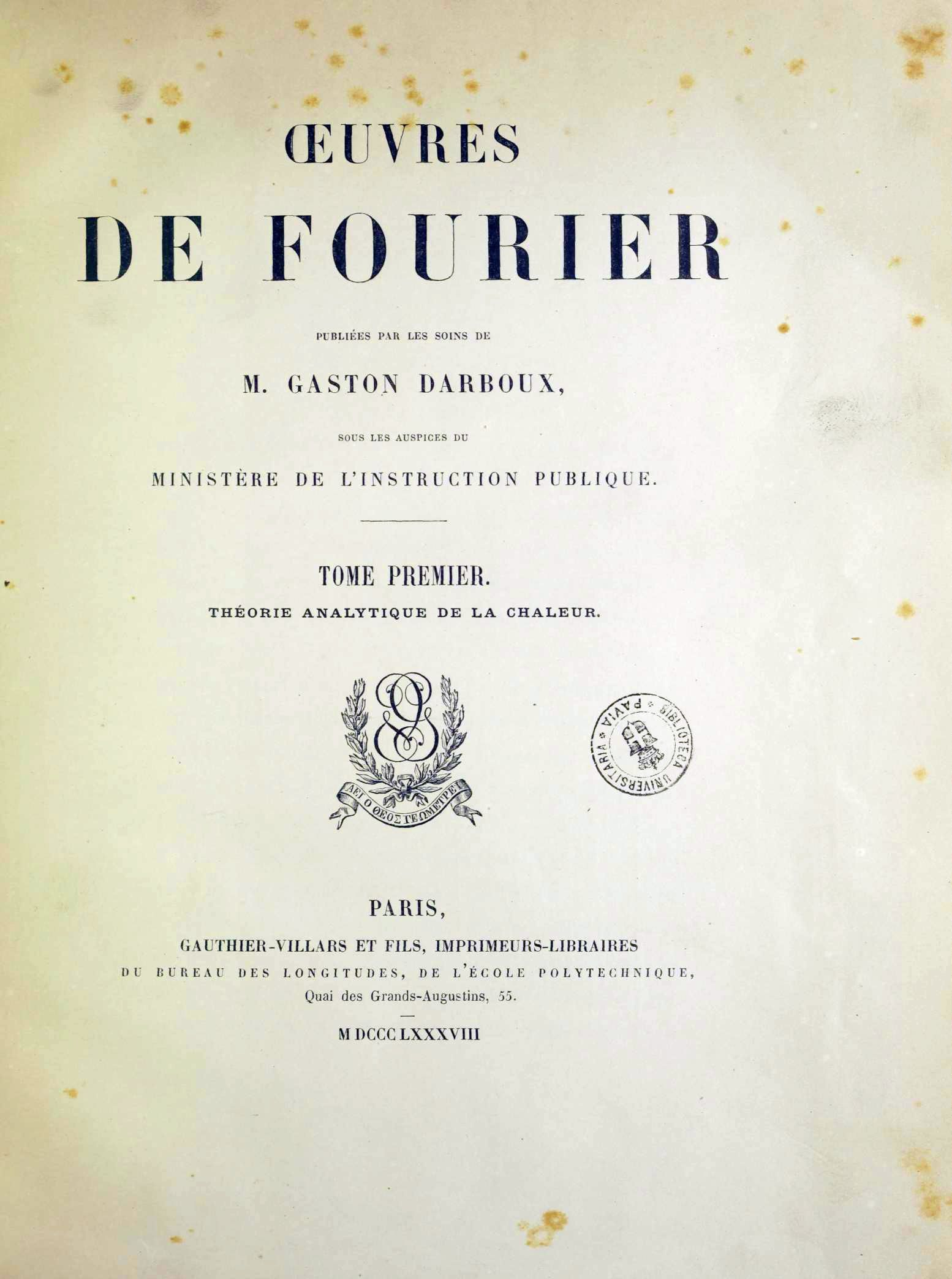
Théorie analitique de la chaleur, 1888.

- « Préface » de la Description de l'Égypte, 1809, texte original dans Champollion-Figeac (Jean-Jacques). – Fourier et Napoléon. L’Égypte et les cent jours. Mémoires et documents inédits. – Paris, Firmin-Didot frères, 1844. In-8°, vii-364 p. (Première rédaction inédite de la préface historique à la Description de l’Égypte, p. 88 à 172, avec indications des variantes de la première et deuxième édition.) Version numérique dans Gallica et dans Google Livre.
- Théorie analytique de la chaleur, Paris, 1822 [détail de l’édition] (lire en ligne)
- « Résumé théorique des propriétés de la chaleur rayonnante », Annales de chimie et de physique, vol. 27,‎ 1824, p. 236-281 (lire en ligne)
- « Mémoire sur les températures du globe terrestre et des espaces planétaires », Mémoires de l'Académie royale des sciences de l'Institut de France, vol. 7,‎ 1827, p. 569-604 (lire en ligne)
- « Mémoire sur la distinction des racines imaginaires, et sur l'application des théorèmes d'analyse algébrique aux équations transcendantes qui dépendent de la théorie de la chaleur », Mémoires de l'Académie royale des sciences de l'Institut de France, vol. 7,‎ 1827, p. 605-624 (lire en ligne)
- Analyse des équations déterminées, Paris, Firmin Didot frères, 1831 (lire en ligne)
- « Remarques générales sur l'application du principe de l'analyse algébrique aux équations transcendantes », Mémoires de l'Académie des sciences de l'Institut de France, vol. 10,‎ 1827, p. 119-146 (lire en ligne)
- « Mémoire d'analyse sur le mouvement de la chaleur dans les fluides », Mémoires de l'Académie royale des sciences de l'Institut de France, vol. 12,‎ 1833, p. 507-530 (lire en ligne)
- (avec Lacroix et Poisson), « Rapport sur les Tontines », Mémoires de l'Académie royale des sciences de l'Institut de France, vol. 5,‎ 1821, p. 26-43 (lire en ligne)
- Œuvres de Fourier, publiées par les soins de M. Gaston Darboux, vol. 1, Paris, Gauthier-Villard et fils, 1888
- Œuvres de Fourier, publiées par les soins de M. Gaston Darboux, vol. 2, Paris, Gauthier-Villard et fils, 1890 (lire en ligne)

## Armoiries
| Figure | Blasonnement |
|        | Armes du baron Fourier et de l'Empire, 1809 Coupé : au I, parti d'azur à la fasce d'argent et du quartier des Barons Préfets ; au II, d'argent à la barre échiquetée d'azur et d'or accompagnée de deux coqs d'azur. |